# 오카다 기미노부
오카다 기미노부(岡田公伸, 1959년 9월 2일 ~ 2020년 4월 9일)는 일본의 텔레비전 프로듀서이다.
오사카에서 태어나 와세다 대학교를 다녔다.
대학을 졸업하고 1983년 마이니치 방송에 입사했다. 《다케시·도코로의 드라큘라가 노린다》(1992~1995), 《정글 TV 다모리의 법칙》(1994~2002), 《초! 요시모토 신희극》(1997~1998) 등의 제작을 맡았다. 미무라 게이이치와 함께 오후 정보 생방송인 《지친푸이푸이》(1999~2021)를 만들었다.
2012년부터 마이니치 방송의 제작국장, 그리고 인사국장을 거쳐 2019년에 마이니치 방송의 이사가 되었다.
코로나19 유행중인 2020년 3월 26일 기침과 고열을 보였으나 28일과 30일 마이니치 방송 본사에 출근해 회의에 참가했다. 4월 4일 폐렴 진단을 받고 입원하여 PCR 검사를 받아 4월 7일 코로나19 양성 판정을 받았다. 4월 9일 합병증인 심근증으로 사망했다.